# Toynbee-Preis

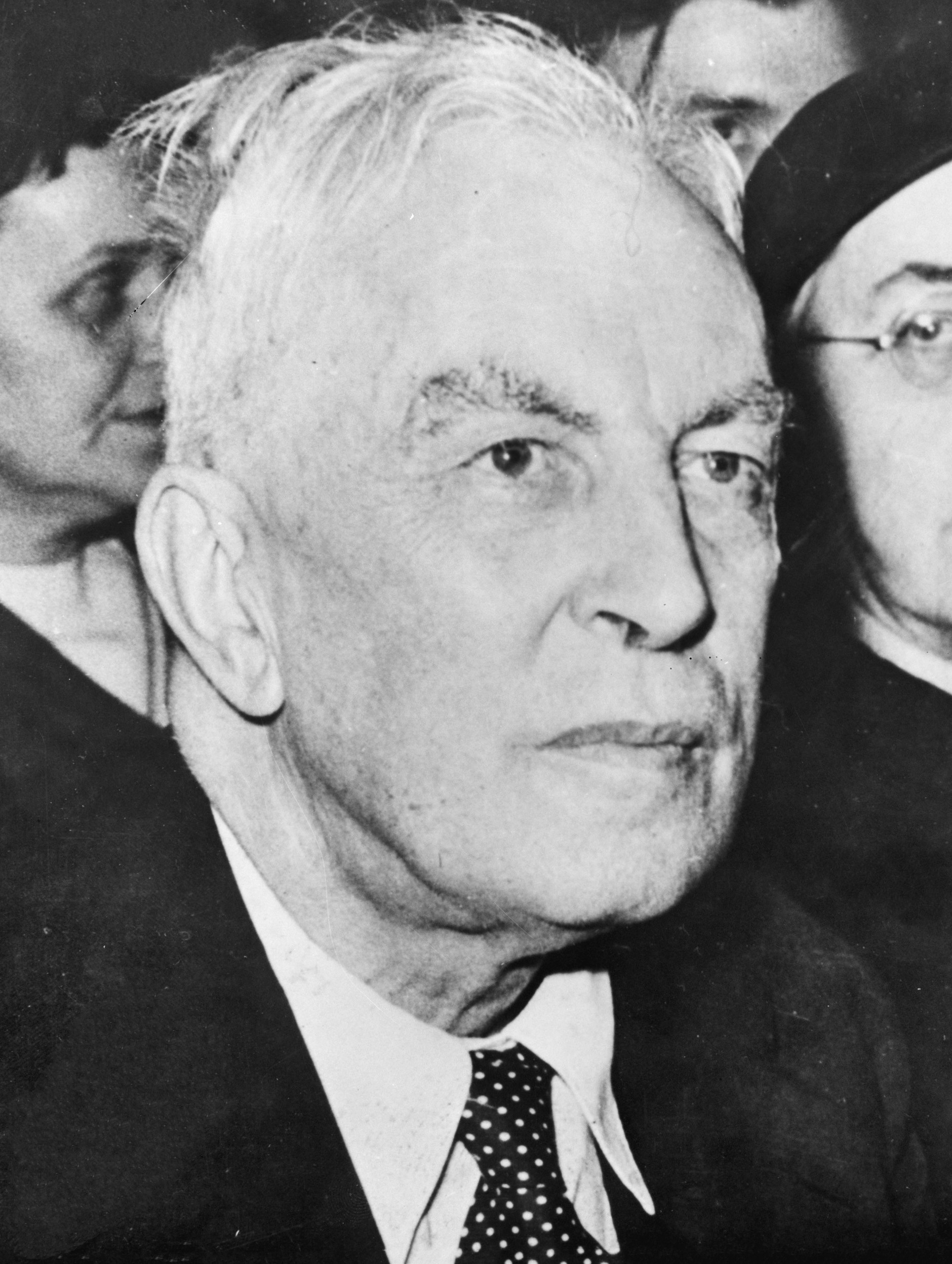
Namensgeber des Toynbee-Preises: Arnold J. Toynbee (1889–1975)

Der Toynbee-Preis (engl. Toynbee Prize) ist eine nach Arnold J. Toynbee benannte Auszeichnung, die seit 1987 von der Toynbee-Prize-Stiftung alle zwei Jahre verliehen wird.
Nach Angaben der Toynbee-Prize-Stiftung soll dieser Preis die Entwicklung der Sozialwissenschaften voranbringen, im Speziellen den historischen Blick auf die moderne menschliche Gesellschaft und deren Probleme fördern. Der Preis wird im Rahmen der jährlichen Sitzung des American Historical Association verliehen. In den Jahren der Preisverleihung ist es üblich, dass der Preisträger einen Vortrag hält, in dem er seine Arbeit präsentiert.

## Preisträger
Mit Jahresangabe
- 1987 Bruce Mazlish
- 1992 Arthur Schlesinger, Jr.
- 1993 Ralf Dahrendorf
- 1994 George Kennan
- 1995 Michael Foot
- 1997 Albert O. Hirschman
- 2000 Natalie Zemon Davis
- 2008 William Hardy McNeill
- 2010 John Robert McNeill
- 2012 Michael Adas
- 2014 Dipesh Chakrabarty
- 2016 Christopher Alan Bayly
- 2017 Jürgen Osterhammel
- 2019 Lauren Benton
- 2021 Kenneth Pomeranz
- 2023 Jane Burbank, Frederick Cooper
- 2025 Sunil Amrith[1]

Ohne Jahresangabe
- Raymond Aron
- Ralph Buultjens
- Kenneth Clark
- Buckminster Fuller
- Saul Padover
- Sarvepalli Radhakrishnan
- Jean-Paul Sartre
- Brian Urquhart
- Barbara Ward, Baroness Jackson of Lodsworth